# Royal Auckland Golf Club
De Royal Auckland Golf Club is een golfclub in Nieuw-Zeeland die opgericht werd in 1894. De club beschikt over een 18-holes golfbaan en het bevindt zich in Auckland.

## Geschiedenis
De Auckland Golf Club werd in februari 1894 opgericht als de Northern Club. Tijdens de openingsdag ondertekenden achttien oprichtende leden, bestaande uit zakenlui en bankiers, de "List of Members" van de club.
De eerste golfbaan, de "Greenlane Course", bevond zich op een landschap dat niet ver van de spoorweg lag. Tussen de hole 10 en het spoorwegstation, bouwden de leden een clubhuis. In 1899 verklaarde de baas van de Royal Sydney Golf Club dat de Greenlane de beste golfbaan was in Nieuw-Zeeland. Het eerste clubkampioenschap werd gewonnen door Charles Gillies, de baas van de Sydney Golf Club.
Ondanks de golfbaan beschikbaar was voor het publiek, vertoonde de golfbaan problemen waaronder het beschadigen van de baan en het stelen van golfballen door kleine jongeren. In begin 1903 dachten de leden na voor het zoeken van een permanente verblijfplaats voor de club en de leden onderzochten verschillende bouwsites. In 1907 stelde W. Colbeck om een grond van 144 are op te kopen in Otahuhu. Na een bezoekje van veertig clubleden op die site, besloten ze om die grond op te kopen. Tussendoor ontving de club in 1909 voor de eerste keer het New Zealand Open.
De club wierf Fred Hood aan om een nieuwe 9-holes golfbaan te bouwen en het werd officieel geopend op 2 april 1910. In 1911 werd Australisch golfprofessional D.G. Souter uitgenodigd voor zijn raad voor bunkers op de golfbaan. Hood bouwde verder om negen nieuwe holes te bouwen. In 1913 werd zijn werken voltooid en de 18 holesbaan werd geopend.
In 1924 werd de Engelsman C.H. Redhead, een professionele golfbaanarchitect die een resem golfbanen ontwierp in zijn thuisland, opgeroepen om de golfbaan te vernieuwen. In de jaren 1970 en in 1989 werd Peter Thomson aangesteld om de golfbaan te renoveren. In 2002 keerde Thomson terug voor de golfbaan om die te renoveren voor het New Zealand Open in 2003.

## Toernooien
De lengte van de baan is bij de heren 6207 meter met een course rating van 121 en een slope rating van 73,0.
- New Zealand Open: 1909, 1914, 1924, 1955, 1965, 1977, 1983, 1997 & 2003[3]